# Doutor Ulysses
Doutor Ulysses este un oraș în Paraná (PR), Brazilia.